# Joyce Marcus
Joyce Marcus (* 1948) ist eine US-amerikanische Altamerikanistin (Anthropologin und Archäologin) an der University of Michigan und Kuratorin des dortigen Museum of Anthropological Archaeology (früher Museum of Anthropology).

## Leben und Wirken

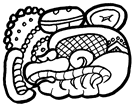
Emblemglyphe von Calakmul

Joyce Marcus erwarb 1971 an der Harvard University einen Master und 1974 einen Ph.D. ebendort. Seit 1976 gehört sie zum Lehrkörper der University of Michigan in Ann Arbor. Dort ist sie (Stand 2017) Robert L. Carneiro Distinguished Professor of Social Evolution, Anthropology und Kuratorin für die Archäologie Lateinamerikas am Museum of Anthropological Archaeology der Universität.
Marcus gilt als Kennerin des präkolumbischen Lateinamerika. Sie befasste sich unter anderem mit folgenden Themen: Ursprung des Dorfes als Siedlungsform, Ursprung der Schrift, Vergleich verschiedener Staats- und Herrschaftsformen, die Entstehung sozialer und politischer Ungleichheit, politische Ökonomie verschiedener Staaten und Reiche.
Aufbauend auf die Arbeiten von Heinrich Berlin konnte Marcus anhand von Schriftsymbolen zeigen, dass das Herrschaftssystem des Maya vierschichtig war. Sie konnte die Emblemglyphen für Calakmul und Motul de San José entziffern und Aufstieg und Fall verschiedener Mayareiche als zyklischen Prozess darstellen. Später übertrug sie dieses Muster auf die Zapoteken. Marcus gehörte zur Leitung der Arbeitsgruppe der University of Michigan in San José Mogote (Oaxaca, Mexiko), wo die ältesten Hieroglyphen Mexikos gefunden wurden und wichtige Erkenntnisse zur sozialen und politischen Entwicklung der Zapoteken gewonnen werden konnten. Weitere Arbeiten befassen sich mit der Beziehung zwischen Ausgrabungsergebnissen in Cerro Azul (Peru) und Augenzeugenberichten der spanischen Eroberer, sowie mit der dortigen Handwerkskunst (Töpferei, Brauerei) und beruflichen Arbeitsteilung (Weberei, Fischerei).
1997 wurde Marcus zum Mitglied der American Academy of Arts and Sciences und der National Academy of Sciences gewählt, 2008 zum Mitglied der American Philosophical Society.